# Andrea Mist Pálsdóttir
Andrea Mist Pálsdóttir (25 ottobre 1998) è una calciatrice islandese, centrocampista del Växjö DFF e della nazionale islandese.

## Carriera

### Nazionale
Pálsdóttir inizia ad essere convocata dalla Federazione calcistica dell'Islanda (Knattspyrnusamband Íslands - KSÍ) all'età di 15 anni d'età, inizialmente indossando la maglia della formazione Under-16, passando nel 2013 alla Under-17.
Con quest'ultima debutta in occasione delle qualificazioni all'Europeo di Inghilterra 2015, con l'Islanda che fallisce l'accesso alla fase finale, rimanendo in rosa anche nell'edizione 2015, in quell'occasione organizzato dalla Federcalcio islandese, dove scende in campo in tutti gli incontri del gruppo A, persi in sequenza con le pari età della Germania (5-0), Inghilterra (3-1), dove è autrice dell'unica rete della sua nazionale nel torneo, e Spagna (2-0), venendo così eliminata già alla fase a gironi.

## Palmarès
- Campionato islandese: 1

Thór/KA: 2017
- Supercoppa islandese: 1

Thór/KA: 2018